# Krag (norwegische Familie aus Trøndelag)
Die norwegische Familie Krag aus Trøndelag wurde von Oberstaatsanwalt (overhoffrettsprokurator) Rasmus Knudsen Krag (ca. 1663–1719) begründet. Dessen Enkel Rasmus Krag (1763–1838) und Peter Schnitler Krag (1759–1818) wurden jeweils Stammväter einer dänischen und einer norwegischen Linie (von denen zurzeit nur die letztere hier dargestellt wird). Die Familie hat im 19. Jahrhundert innerhalb von drei Generationen einige prominente Vertreter hervorgebracht, wie z. B. die Literaten und Brüder Thomas Peter Krag und Vilhelm Krag.
Es gibt noch andere norwegische Familien mit dem Namen Krag, mit denen aber keine Verwandtschaft besteht. Ebenfalls nicht verwandt sind zwei dänische Adelsgeschlechter Krag: Das aus Jütland stammende ist seit dem Ende des 13. Jahrhunderts nachgewiesen und starb 1763 im Mannesstamm aus. Das aus Seeland stammende ist seit 1364 bekannt und starb vor 1500 aus.

## Stammliste
Dieser Auszug berücksichtigt (fast) nur die Zweige, die zu prominenten Familienangehörigen führen. Wenn zwei, durch | getrennte Namen angeführt werden, ist der erste der Geburtsname und der zweite der Name, unter dem die Person bekannt geworden ist. Familiennamen werden bei ihrem ersten Auftritt fett dargestellt. Die vorangestellten Buchstaben dienen der Verdeutlichung der genealogischen Ebenen. Zum Beispiel werden die Nachkommen einer Person A# aufsteigend nach dem Geburtsdatum mit B1, B2, B3 usw. bezeichnet. B3 ist dann das drittälteste der hier angeführten Kinder von A#.

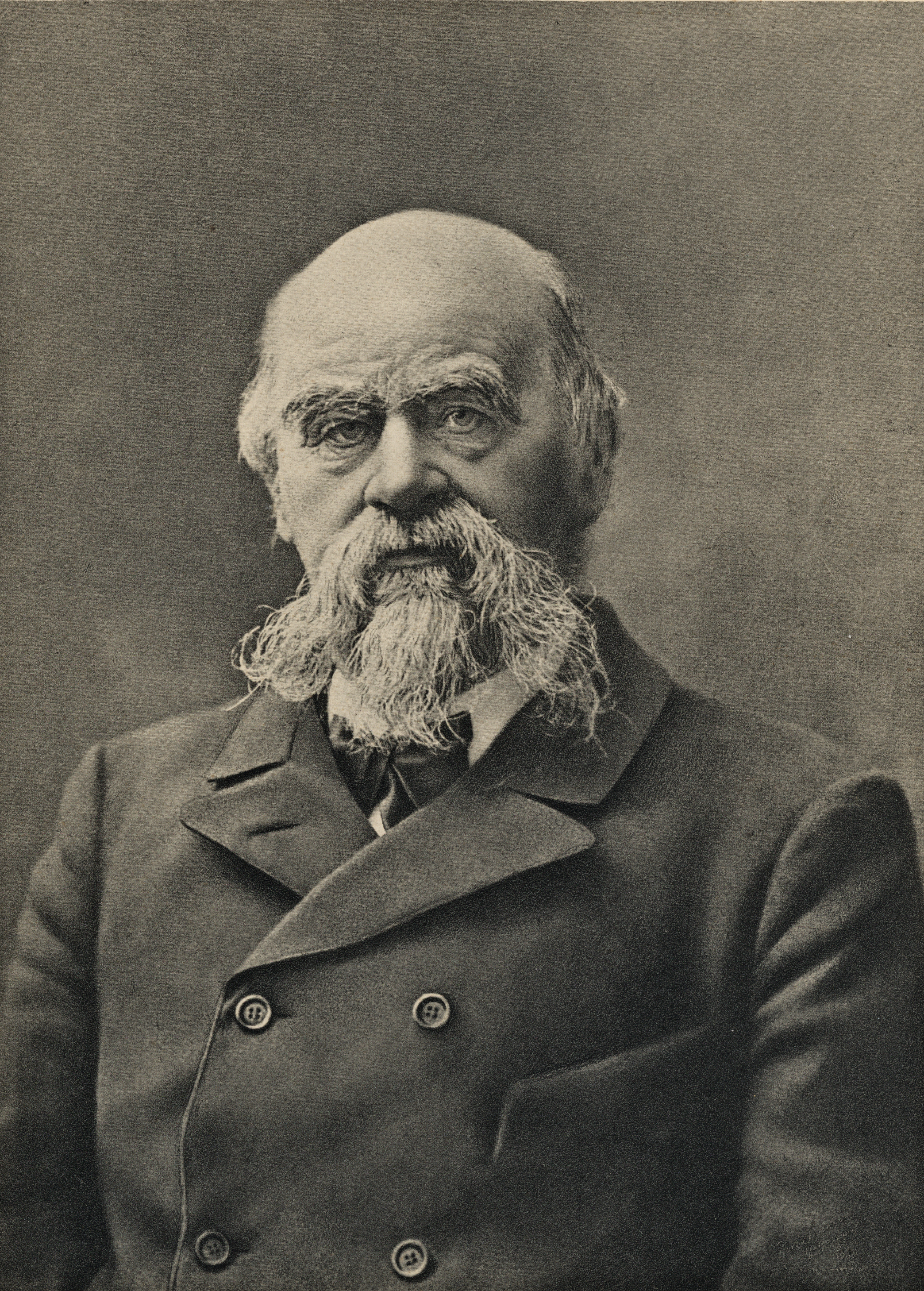
Hans Hagerup Krag (1829–1907)
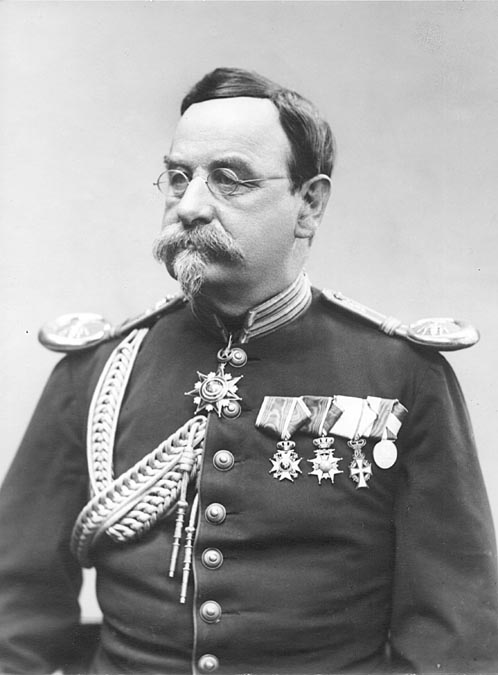
Ole Krag (1837–1916)
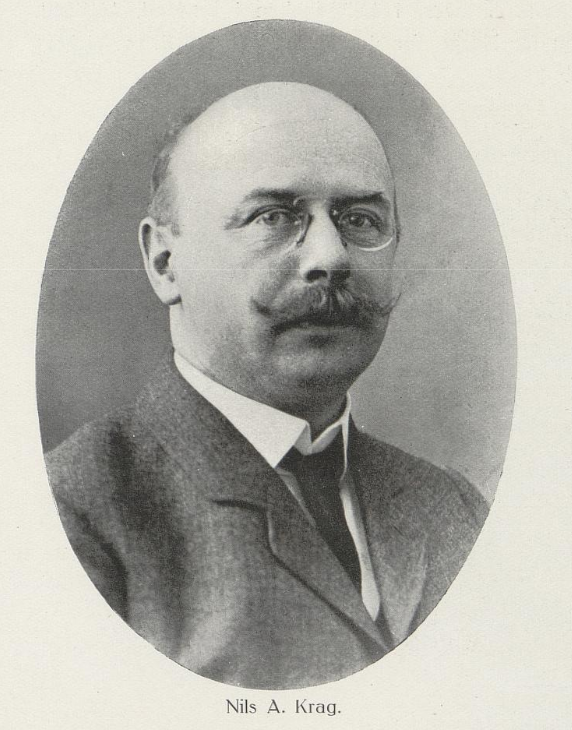
Nils Krag (1863–1926)
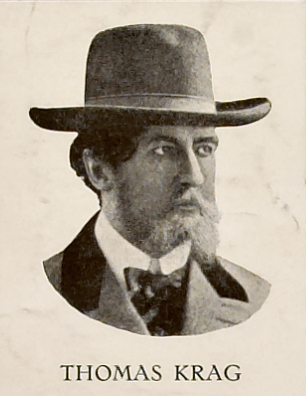
Thomas Peter Krag (1868–1913)
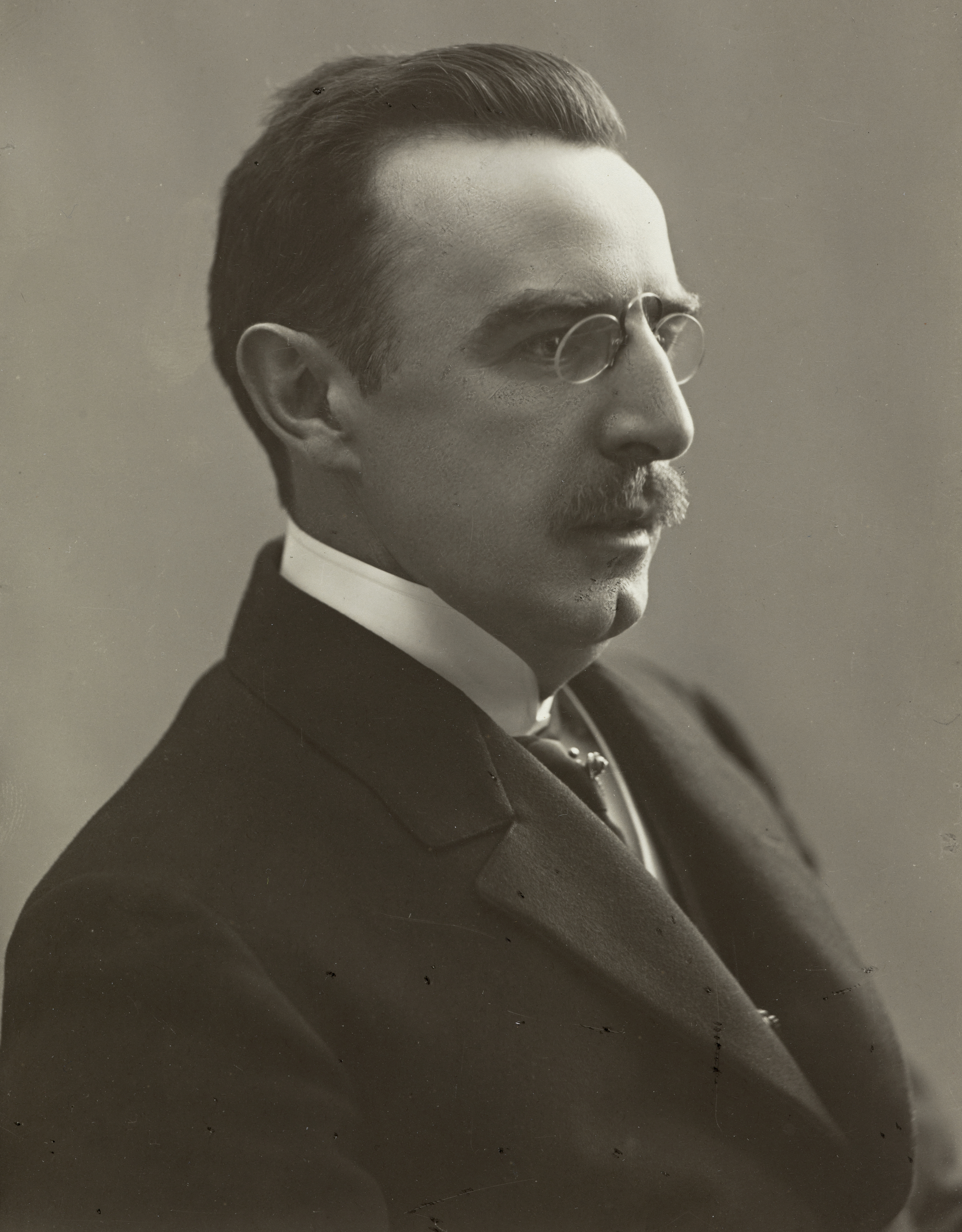
Vilhelm Krag (1871–1933)
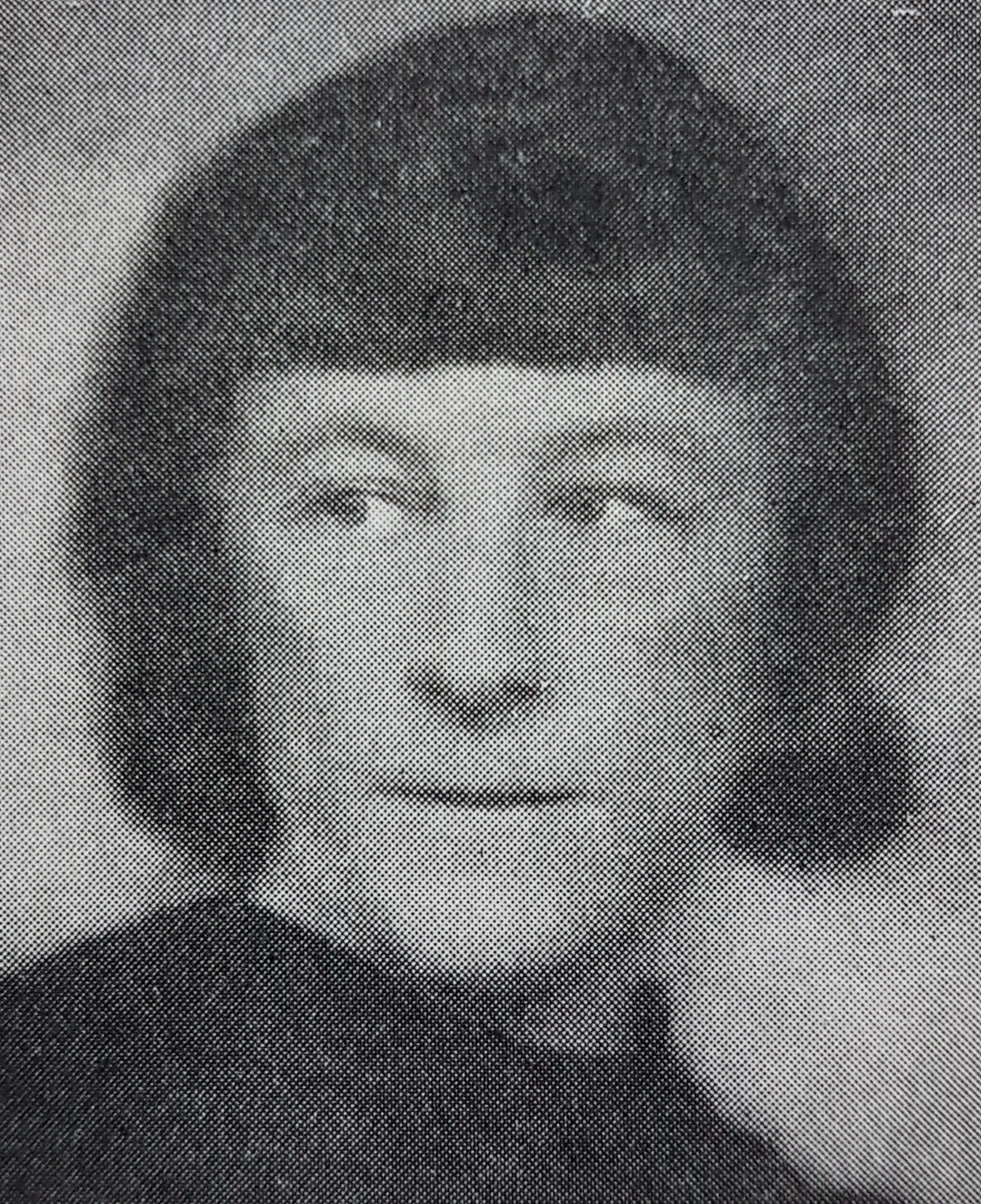
Lul Krag (1878–1956)

- A1 Rasmus Knudsen Krag (ca. 1663–1719), Oberstaatsanwalt und Ombudsmann für das Kloster Reins ⚭ (2) 1698 Maria Clausdatter Angell (1680–1735).
  - B1 Hans Hagerup Krag (1714–1787), Premiermajor in Meldal ⚭ Dorthea Schnitler (1720–1789).
    - C1 Peter Schnitler Krag (1759–1818), Residierender Kaplan ⚭ Sophie Christine Schnitler.
      - D1 Hans Peter Schnitler Krag (1794–1855), Probst ⚭ 1820 Hermana Thomine Rognebye (1798–1878).
        - E1 Peter Rasmus Krag (1825–1891), Militäringenieur und Parlamentsabgeordneter ⚭ 1850 Fredrikke Petrine Fyhn (1824–1890).
          - F1 Nils Aall Krag|Nils Krag (1863–1926), Industrieller ⚭ 1907 Anna Constance Johansen Flørenes (1881–1966).
          - F2 Thomas Peter Krag (1868–1913), Literat ⚭ 1901–1912 Ida Bengta Emilie „Iben“ Nielsen (1878–1950).
            - G1 Erik Krag (1902–1987), Literaturhistoriker ⚭ 1927 Sofia „Sonja“ Krjukova (1904–2001).
            - G2 Hans Krag (1904–1984), Genealoge.

          - F3 Vilhelm Andreas Wexels Krag|Vilhelm Krag (1871–1933), Literat ⚭ 1897–1920 Beate „Baby“ Kielland (1876–1950), Tochter von Alexander Lange Kielland.
            - G1 Kirsten Fredrikke Krag (1889–1962) ⚭ 1925–1928 Johannes Thrap-Meyer (1898–1929), Literat.
            - G2 Else Pernille Krag|Else Pernille Brun (1899–1975) ⚭ 1946 Herman Smitt Ingebretsen (1891–1961), Zeitungsmann und Politiker.
            - G3 Preben Kielland Krag (1912–1980), Architekt.

        - E2 Hans Hagerup Krag (1829–1907), Straßenbaudirektor ⚭ 1861 Anna Marie Petersen (1843–1919).
          - F1 Hjalmar Krag (1867–1954), Offizier und Geschäftsmann Gift ⚭ Claudine Emilie „Mimi“ Heiberg (* 1872).

        - E3 Ole Herman Johannes Krag|Ole Krag (1837–1916), Gewehrkonstrukteur, Oberst und Feldzeugmeister ⚭ 1870 Karen Elise Theodora Collett (1844–1926).
          - F1 Herman Anton John Krag (1871–1931), Overrettssakfører ⚭ Kirsten Aslaug Johansen (1888–1958).
            - G1 Herman Krag (1920–1982), Architekt ⚭ 1946 Brit Stokstad (* 1924).

          - F2 Karen Marie Krag|Lul Krag (1878–1956), Malerin.

        - E4 Hanna Hermana Balthazara Krag (1841–1867) ⚭ Hans Jacob Rye (1816–1896) Oberstleutnant.

    - C2 Rasmus Krag (1763–1838), Generalleutnant. Stammvater der dänischen Linie.